# Areografía
La areografía es el estudio de las áreas de distribución de los taxones (de subespecies a familias), o estudio de la 'estrategia geográfica de las especies'. Esta disciplina se ha asociado a la biogeografía, ecogeografía y corología, pero se diferencia de ellas en el hecho de que busca explicar el por qué de la forma y tamaño de las áreas de distribución.